# Нургожин, Талгат Сейтжанович
Нургожин Талгат Сейтжанович (каз. Нұрғожин Талғат Сейтжанұлы) (род. 30 сентября 1967) — доктор медицинских наук, профессор, экс-ректор КазНМУ им. С. Д. Асфендиярова, член-корреспондент НАН РК, Вице-президент НАН РК, Председатель отделения медико-биологических наук. Указом главы государства Талгат Нургожин назначен ректором Казахского национального медицинского университета имени С.Асфендиярова с 13 июля 2017 года. Лауреат Государственной премии Республики Казахстан в области науки и техники имени аль-Фараби за цикл работ на тему «Научно-обоснованные методы обеспечения активного долголетия».

## Биография
В 1992 г. окончил Сибирский государственный медицинский университет, военно-медицинский факультет. После окончания был направлен для прохождения службы в п.г.т. Отар в/ч 25717. С 1986 по 1988 годы служил в рядах Вооруженных сил СССР.
С 1993 по 1997 гг. работал ассистентом кафедры фармакологии в КазГМУ им. С. Д. Асфендиярова. С 1997—1998 гг. работал на должности старшего преподавателя этой кафедры.
В 1999 г. защитил кандидатскую диссертацию по специальности 14.00.25. — Фармакология, клиническая фармакология.
С сентября 2000 г. работал в КМИ на кафедре общей и клинической фармакологии. С сентября 2001 г. работал на должности доцента кафедры общей и клинической фармакологии КМУ.
В 2005 году защитил докторскую по специальности 14.00.25. — Фармакология, клиническая фармакология.
В 2006 году Комитетом по надзору и аттестации в сфере образования и науки МО РК присвоено звание профессора.
С 2006—2009 гг. работал проректором по клинической работе, организационно — экономической работе Алматинского Государственного института усовершенствования врачей и профессором кафедры клинической фармакологии.
С 2009 г. работал зам. директором Института развития здравоохранения.
С 2009—2011 гг. работал Управляющим директором в Национальном медицинском холдинге.
С 2011 года работал директором департамента трансляционной медицины, качественного долголетия и глобального здоровья, с 2015 года работал руководителем института экспериментальной и клинической фармакологии и директором Центре наук о жизни, Национальная лаборатория Астана, Назарбаев Университет.
Указом главы государства назначен ректором Казахского национального медицинского университета имени С.Асфендиярова с 13 июля 2017 года.

## Трудовой путь
- 1992—1993 — врач МПП п.г.т Отар в/ч 25717
- 1993—1998 — Ассистент, ст. преподаватель каф. фармакологии Алматинский государственный медицинский институт
- 1995—2005 — Региональный специалист по фармацевтическим вопросам Проект ЗдравПлюс/USAID
- 1999—2005— доцент кафедры фармакологии и клинической фармакологии Казахский медицинский университет
- 2005—2006— профессор кафедры фармакологии Казахский медицинский университет
- 2006—2009— Проректор по организационно — экономической работе, Проректор по лечебной работе Алматинский государственный институт усовершенствования врачей (АГИУВ)
- 09.2009—12.2009 — Зам.директора по стратегическому развитию РГП «Институт развития здравоохранения»
- 12.2009—08.2010 — Управляющий Директор по стратегии, планированию и развитию бизнеса АО «Научный центр нейрохирургии»
- 08.2010—02.2011 — Управляющий директор АО «Научный центр нейрохирургии»
- 02.2011—01.2015 — Директор департамента организации и развития трансляционной медицины и долголетия ЧУ «Центр наук о жизни», Назарбаев Университет
- 01.2015—07.2017 — Руководитель Института экспериментальный и клинической фармакологии ЧУ «National Laboratory Astana», Назарбаев Университет
- 03.2016—07.2017 — Директор Центра наук о жизни Назарбаев Университет
- 07.2017 — по настоящее время — Ректор Казахского национального медицинского университета имени С.Асфендиярова освобождён от должности в июне 2022 г.

## Квалификация
- фармакология, клиническая фармакология Диплом профессор 05.31.2006 Алматинский Государственный институт усовершенствования врачей
- фармакология Диплом д.м.н. 18.11.2005 г. Национальный центр биотехнологии.
- фармакология Диплом доцент 2003 г. Казахстанский медицинский университет.
- фармакология Диплом к.м.н. 1999 г. Карагандинский государственный медицинский институт.
- Лечебное дело 1984 г. — 1992 г. Сибирский государственный медицинский университет.

### Повышение квалификации
- «Преподавание фармакологии» — UNSW Университет Нового Южного Уэльса — Сидней, Австралия.
- Экономика, политика и управление здравоохранением Университет Содружества Вирджинии, Департамент Администрирования здравоохранения — США, Ричмонд.
- Фармакоэпидемиология, Программа EpiInfo 2000 Бостонский университет, Школа общественного здравоохранения — США, Бостон
- Вопросы Лекарственной Политики для Развивающихся Стран ВОЗ, Бостонский университет, Школа общественного здравоохранения — Ливан, Бейрут

## Научные Гранты
1. «Разработка нового варианта углерод-полимерной ткани для лечения трофических длительно незаживающих язв»
2. «Разработка технологии мечения лейкоцитов радиофармпрепаратом „18-фтордезоксиглюкоза“ для проведения дифференциальной диагностики злокачественных и воспалительных заболеваний при ПЭТ/КТ исследованиях»
3. «Повязки для ран на основе наночастиц с антимикробной активностью, усиленной микроволновым излучением»
4. «Разработка биологически активной субстанции с потенциалом геропротекторной активности на основе полифенольных компонентов продуктов пчеловодств»
5. "Сравнительное исследование биосовместимости и токсичности транспортных систем, предназначенных для целенаправленной доставки лекарственных средств при внутривенном введении в организм: биодеградирующихнаночастиц и эритроцитарных теней.
6. «Фармакогенетические особенности проявления терапевтического эффекта статинов у казахов с метаболическим синдромом».

### Научные проекты
1. «Создание и развитие основ трансляционной медицины в Казахстане» (0105/ПЦФ-14)

### Признание и награды
Государственная премия Республики Казахстан в области науки и техники имени аль-Фараби за цикл работ на тему «Научно-обоснованные методы обеспечения активного долголетия» Указ президента РК от 9 декабря 2017 года.
- «Қазақстан Республикасы денсаулық сақтау ісінің үздігі» (2005 г.)
- «За особый вклад в развитии здравоохранения РК» (2011 г.)
- «За заслуги в развитии науки Республики Казахстан» (2011 г.)
- Медаль «20 лет Конституции Республики Казахстан» (2015 г.)
- За заслуги в развитии науки Республики Казахстан (2015 г.)
- Денсаулық сақтау ісінің үздігі медалі (2017 г.)
- Государственная премия в области науки и техники имени аль-Фараби (2017 г.)
- Лауреат Государственной премии Республики Казахстан в области науки и техники имени аль-Фараби (2017 г.)
- За вклад в развитие Санкт-Петербургского химико — фармацевтического университета (2020 г.)
- Почетный профессор Бухарского государственного медицинского института имени Абу Али ибн Сино (2020 г.)
- Қазақстан Конституциясына 25 жыл медалі (2020 г.)
- Почетный профессор Санкт-Петербургский государственный химико-фармацевтический университет (2021 г.)

### Международные Гранты
1. Within the framework of the «Horizon 2020» program a grant for the "Nanoporous and nanоstructured materials for medical application (NanoMed) 2016—2020 (EU Framework Program for Research.). (В проекте участвуют 11 Европейских университетов)
2. ERASMUS+ program between The University of Reading and Nazarbayev University «Higher education staff mobility» Project number 2016-1-UK01-KA107-023688. 2017—2018. (Университет Рединг)
3. Royal Academy of Engineering, Industry Academia Partnership Programme «A Medical Device Based on Activated Carbon Monolith» 2016 −2018 (Университет Брайтона)
4. Within the framework of Newton — Al-Farabi Partnership Program. 2017—2019 (Университет Брайтона)

## Количество публикаций
1. Saliev, T., Baiskhanova, D.M., Akhmetova, A.,Nurgozhin T., Alekseyeva, T., Mikhalovsky, S. Impact of electromagnetic fields on in vitro toxicity of silver and graphene nanoparticles. Electromagnetic Biology and Medicine 38(1), с. 21-31 2019
2. Aksambayeva, A.S., Zhaparova, L.R., Shagyrova, Z.S. Nurgozhin T. S., Ramankulov, E.M., Shustov, A.V. Recombinant Tyrosinase from Verrucomicrobium spinosum: Isolation, Characteristics, and Use for the Production of a Protein with Adhesive Properties. Applied Biochemistry and Microbiology 54(8), с. 780—792 2018
3. Inotai, A., Nguyen, H.T., Hidayat, B., Nurgozhin T , Wijaya, K., Kaló, Z. Guidance toward the implementation of multicriteria decision analysis framework in developing countries.
4. Expert Review of Pharmacoeconomics and Outcomes Research. 2018 18(6), с. 585—592
5. Begum, M., Lewison, G., Jassem, J., Nurgozhin T , Lawler, M., Sullivan, R. Mapping cancer research across Central and Eastern Europe, the Russian Federation and Central Asia: Implications for future national cancer control planning	. European Journal of Cancer 104, с. 127—136 2018
6. Davletov, K., Nurgozhin, T., McKee, M. Reflecting on Alma Ata 1978: forty years on. European journal of public health. 28(4), с. 587. 2018
7. Kushugulova, A., Forslund, S.K., Costea, P.I., Nurgozhin T., Letunic, I., Bork, P. Metagenomic analysis of gut microbial communities from a Central Asian population. BMJ Open. 8(7), e021682 . 2018
8. Illsley, M.J., Akhmetova, A., Bowyer, C., (…), Dubruel, P., Allan, I.U. Activated carbon-plasticised agarose composite films for the adsorption of thiol as a model of wound malodour. Journal of Materials Science: Materials in Medicine. 28(10),154. 2017
9. Saparov, A., Ogay, V., Nurgozhin, T., (…), Issabekova, A., Zhakupova, J. Role of the immune system in cardiac tissue damage and repair following myocardial infarction. Inflammation Research. 66(9), с. 739—751. 2017
10. Supiyev, A., Nurgozhin, T., Zhumadilov, Z., (…), Hubacek, J.A., Bobak, M. Prevalence, awareness, treatment and control of dyslipidemia in older persons in urban and rural population in the Astana region, Kazakhstan. BMC public health 17(1), с. 651. 2017
11. Aksambayeva, A.S., Zhaparova, L.R., Shagyrova, Z.S., NurgozhinT. S., Ramankulov, E.M., Shustov, A.V. Biotekhnologiya Recombinant tyrosinase from verrucomicrobium spinosum: Isolation, characteristics and use for production of protein with adhesive properties. 33(6), с. 12-27. 2017
12. A Comprehensive Review of Topical Odor-Controlling Treatment Options for Chronic Wounds. Akhmetova, Alma; Saliev, Timur; Allan, Iain U.; Nurgozhin, Talgat и др. JOURNAL OF WOUND OSTOMY AND CONTINENCE NURSING Том: 43 Выпуск: 6 P.: 598—609 : NOV-DEC 2016
13. Suppression of the senescence-associated secretory phenotype (SASP) in human fibroblasts using small molecule inhibitors of p38 MAP kinase and MK2. Alimbetov, Dauren; Davis, Terence; Brook, Amy J. C.; Nurgozhin, Talgat и др. BIOGERONTOLOGY Том: 17 Выпуск: 2 P.: 305—315 : APR 2016
14. Diabetes prevalence, awareness and treatment and their correlates in older persons in urban and rural population in the Astana region, Kazakhstan. Supiyev, Adil; Kossumov, Alibek; Kassenova, Aliya; Nurgozhin, Talgat и др. DIABETES RESEARCH AND CLINICAL PRACTICE Том: 112 P.: 6-12 : FEB 2016
15. Preconditioning of Human Mesenchymal Stem Cells to Enhance Their Regulation of the Immune Response. Saparov, Arman; Ogay, Vyacheslav; Nurgozhin, Talgat; и др. STEM CELLS INTERNATIONAL N: 3924858 : 2016.
16. Prescribing practices of rural primary health care physicians in Uzbekistan. M Pavin, T Nurgozhin, G Hafner, F Yusufy, R Laing. Tropical Medicine & International Health 8 (2), 182—190	70	2003
17. Biomarkers, interventions and healthy ageing. A Kenessary, Z Zhumadilov, T Nurgozhin, D Kipling, M Yeoman, L Cox, …New biotechnology 30 (4), 373—377	7	2013
18. The Pharmaceutical Study in Ferghana Oblast, Uzbekistan. T Nurgozhin, M Pavin, G Hafner, F Yusupov, S Khusanbaev, R Laing, Ferghana Oblast: Abt Associates	5	2001
19. Levels and distribution of self-rated health in the Kazakh population: results from the Kazakhstan household health survey 2012. A Supiyev, T Nurgozhin, Z Zhumadilov, A Sharman, M Marmot, M Bobak BMC public health 14 (1), 768 2014
20. Prevalence, awareness, treatment and control of arterial hypertension in Astana, Kazakhstan. A cross-sectional study. A Supiyev, A Kossumov, L Utepova, T Nurgozhin, Z Zhumadilov, M Bobak. Public health 3 2015
21. Lactobacillus for Vaginal Microflora Correction. S Saduakhasova, A Kushugulova, G Shakhabayeva, S Kozhakhmetov, …Central Asian Journal of Global Health 3	1	2014
22. Development of new type of wound dressing based on cryogel matrix with incorporated nanoparticles T Saliev, G Kulsharova, A Akhmetova, T Nurgozhin, RDL Whitby, …The 15th IUMRS-International Conference in Asia (IUMRS-ICA 2014) 2014
23. Technical report: The Pharmaceutical Study in Ferghana Oblast, Uzbekistan. T Nurgozhin Lexis Nexis	1 2001
24. Diabetes prevalence, awareness and treatment and their correlates in older persons in urban and rural population in the Astana region, Kazakhstan. A Supiyev, A Kossumov, A Kassenova, T Nurgozhin, Z Zhumadilov, …Diabetes research and clinical practice 2015
25. Cost-Effectiveness of Simeprevir Vs. Telaprevir for The Triple Therapy of Hepatitis C In Kazakhstan. C Bektur, T Nurgozhin, D Abdukhakimova. Value in health: the journal of the International Society for .2015
26. Suppression of the senescence-associated secretory phenotype (SASP) in human fibroblasts using small molecule inhibitors of p38 MAP kinase and MK2. D Alimbetov, T Davis, AJC Brook, LS Cox, RGA Faragher, T Nurgozhin, …Biogerontology, 1-11 2015
27. Silver Nanoparticles Embedded in a Cryogel Matrix and Their Potential Application in Wound Healing. M Illsley, G Kulsharova, AS Akhmetova, T Saliev, T Nurgozhin, …TISSUE ENGINEERING PART A 21, S342-S343 2015
28. Cytisin Amidophosphate-Promising Role for The Liver Treatment. A Gulyayev, Z Shulgau, B Yermekbayeva, S Sergazy, T Nurgozhin Clinical Therapeutics 37 (8), e66 2015
29. Cardioprotective properties of polyphenol concentrate in Rat model of Doxorubicin-induced Cardiomyopathy. Z Shulgau, A Gulyayev, B Yermekbayeva, G Adilgozhina, V Tritek, …Clinical Therapeutics 37 (8), e46-e47	2015
30. Evaluation of health outcomes and cost-effectiveness of 13-valent Pneumococcal Conjugate Vaccination for infants in Kazakhstan CR Bektur, TS Nurgozhin. Clinical Therapeutics 37 (8), e76 2015
31. Pharmacokinetics of Ceftriaxone Included In Cellular Transport System. T Nurgozhin, A Gulyayev, S Lokhvytsky, B Yermekbayeva, S Sergazy, …Clinical Therapeutics 37 (8), e62 2015
32. Draft genome sequence of Lactobacillus rhamnosus CLS17. SS Kozhakhmetov, AR Kushugulova, SA Saduakhasova, ..Genome announcements 3 (3), e00478-15 2015
33. PIH18-Cost-Effectiveness Of 13-Valent Pneumococcal Conjugate Vaccination In Kazakhstan. C Bektur, T Nurgozhin. Value in Health 18 (3), A106 2015
34. PHP185-A Situation Analysis Of Health Policy And Health Technology Assessment In Kazakhstan. A Kostyuk, A Akanov, L Karp, T Nurgozhin, A Almadiyeva Value in Health 18 (3), A102 2015
35. GUT MICROBIOME DIVERSITY IN KAZAKHSTANI WOMEN OF DIFFERENT AGE GROUPS. A Kushugulova, S Kozhakhmetov, D Baiskhanova, I Tynybayeva, …International Journal of Probiotics & Prebiotics 10 2015